# Dontavius Wright
Dontavius Wright (né le 3 janvier 1994) est un athlète américain, spécialiste du 400 m.
Le 16 avril 2016, il porte son record personnel sur 400 m à 45 s 12, à 	Rock Hill.
Il remporte le titre du relais 4 x 400 m mixte lors des Relais mondiaux 2019 à Yokohama.